# BP Возничего
BP Возничего (лат. BP Aurigae) — одиночная переменная звезда в созвездии Возничего на расстоянии (вычисленном из значения параллакса) приблизительно 8875 световых лет (около 2721 парсека) от Солнца. Видимая звёздная величина звезды — от +14,9m до +13,9m.

## Характеристики
BP Возничего — красная пульсирующая медленная неправильная переменная звезда (LB) спектрального класса M6,5 или M6. Эффективная температура — около 3301 К.